# Сокальський Олексій Степанович
Сокальський Олексій Степанович (нар. 17 березня 1918, Зіньківці Хмельницької обл. — пом. 10 липня 1991, Київ) — український бібліотекознавець, фондознавець, каталогознавець, педагог, організатор бібліотечної освіти. Фундатор вищої бібліотечної і культурно-мистецької освіти у Київському державному інституті культури, його перший ректор (1968—1972). Кандидат педагогічних наук (1966), професор (1972).

## Біографія
Сокальський Олексій Степанович народився 17 березня 1918 року в селі Зіньківці Хмельницької області в робітничій родині. Батько ― Степан Тимофійович Сокальський працював каменярем, мати була домогосподаркою. У 1933 році закінчив семирічну школу та вступив до Харківського керамічного технікуму, згодом перевівся на 4-й курс робітничого факультету Харківського зоотехнічного технікуму, який закінчив у 1936 році. Вищу освіту здобув в Українському бібліотечному інституті за спеціальністю «бібліотекознавство дитячих і юнацьких бібліотек». Упродовж 1936—1940 років його викладачами були Н. Я. Фрідьєва, О. А. Майборода, Д. М. Лекаренко та інші. Саме вони націлювали студента Сокальського на майбутню викладацьку та науково-дослідну діяльність. Після закінчення навчання у 1940 році розпочав трудову діяльність у Кишиневі на посаді старшого консультанта Молдавського бібліотечного колектора. Згодом був призначений директором цієї установи, основну роботу поєднував з педагогічною, викладав російську мову та літературу на різних курсах для робітничої молоді.
Педагогічну діяльність молодого фахівця перервала війна. 24 червня 1941 року Сокальський був мобілізований до І Молдавського комуністичного батальйону та був направлений до Ташкентського військкомату. Працював завучем та викладачем російської мови в школі селища Кампир-Равата Узбецької РСР. У жовтні 1942 року був мобілізований до війська, де служив до серпня 1943 року. До квітня 1944 року вчителював у школах Фергани (Узбекистан) та на Полтавщині. До жовтня 1945 року брав участь у бойових діях на території Польщі, Німеччини, Чехословаччини.
Після демобілізації у жовтні 1945 року був призначений заступником директора з навчальної роботи Кам'янець-Подільської школи з підготовки спеціалістів для політосвітніх закладів. Викладав зарубіжну літературу.
У серпні 1949 року О. С. Сокальський обійняв посаду старшого інспектора Комітету по справах культурно-просвітницьких установ при Раді Міністрів УРСР. Після реорганізації Комітету та заснування Міністерства культури УРСР у 1951 році О. С. Сокальського призначили очільником Управління навчальних закладів.
У 1951 році О. С. Сокальський вступив до заочної аспірантури Московського державного бібліотечного інституту, де готував дисертацію з питань організації фондів і каталогів під науковим керівництвом О. С. Чубарьяна.
Підготував і видав для культосвітніх технікумів УРСР навчальний посібник «Організація бібліотечних фондів і каталогів: методичні вказівки для заочників» (1951). Упродовж 1955—1957 років під цією ж назвою — чотири випуски посібника на допомогу заочникам бібліотечних відділів технікумів підготовки культпросвітпрацівників, у 1959 році — підручник «Організація алфавітного і систематичного каталогу у масових бібліотеках» (всі — у співавторстві з В. Туровим), у 1961 році ― лекцію «Республіканські бібліотеки» та інші.
У 1964 році О. Сокальський очолив Київську філію Харківського державного інституту культури. 1 вересня 1968 року на базі Київської філії ХДІК з створено Київський державний інститут культури (КДІК). О. Сокальського було призначено його ректором.
У 1966 році в Київському державному університеті імені Т. Г. Шевченка захистив дисертацію на здобуття наукового ступеня кандидата педагогічних наук «Науково-педагогічні основи вивчення питань організації бібліотечних фондів».
О. Сокальський очолював кафедру бібліотекознавства і викладав низку бібліотечних дисциплін. На посаді ректора залучив до викладання бібліотечних дисциплін низки висококваліфікованих викладачів, кандидатів наук, зокрема О. Довгополої з Харкова. Підтримував творчі та дружні стосунки з харківськими колегами ― Є. П. Таммом, А. А. Ашукіним, Д. А. Кумок, які приїздили до Київської філії читати лекції. Він був ініціатором створення кафедри науково-технічної інформації, відкриття аспірантури за спеціальністю 2313 «Бібліотекознавство і бібліографія» (1972), за його участі були відкриті філії КДІК у Рівному (1970) та Миколаєві (1971).
У 1971 році рішенням Вищої атестаційної комісії Міністерства вищої та середньої спеціальної освіти СРСР О. Сокальському, першому в Україні,  було присвоєно наукове звання професора за спеціальністю «книгознавство, бібліотекознавство, бібліографія».
У 1972 році О. Сокальського виключили з лав КПРС, у жовтні цього ж року звільнили з посади ректора КДІК. Ще рік він очолював кафедру бібліотекознавства та викладав бібліотечні дисципліни, працював на посаді професора кафедри, проте у 1973 році під тиском нового керівництва КДІК був вимушений звільнитися.
З 1974 року професор О. Сокальський обіймав посаду старшого наукового співробітника відділу теорії інформаційного забезпечення Українського науково-дослідного інституту науково-технічної інформації і техніко-економічних досліджень Держплану УРСР. Завершив дослідження з питань автоматизації бібліотечних процесів, результатом якого стало розроблене технічне завдання для впровадження в бібліотечні процеси підрозділів інституту засобів автоматизації і механізації. З 1 жовтня 1977 року перейшов на викладацьку роботу в Інститут підвищення кваліфікації інформаційних працівників у Києві.
О. Сокальський був нагороджений кількома медалями — «За оборону Ленінграда», «За визволення Праги», «50 років Збройних сил СРСР» та іншими, відзначений Грамотою Президії Верховної Ради УРСР «За вагомий внесок у культурне будівництво».
Пішов з життя 10 липня 1991 року в Києві.

## Наукова діяльність
Наукова діяльність О. Сокальського пов'язана з дослідженням проблем бібліотечного фондознавства, каталогознавства, історії бібліотечної справи, автоматизації і механізації бібліотечних процесів, підготовки кадрів для галузі культури, зокрема для бібліотек. У його науковому доробку понад 140 публікацій, у тому числі монографія, низка підручників, навчальних посібників, методичних рекомендацій для вищих і середніх спеціальних навчальних закладів з бібліотекознавства, історії бібліотечної справи, фондознавства, каталогознавства. Його статті у фаховій пресі порушували актуальні проблеми якісної підготовки бібліотечних кадрів у навчальних закладах. Питанням організації фондів і каталогів були присвячені його статті «Наочність в організації фондів» (1956), «Основа роботи бібліотеки» (1964), «Книга должна найти читателя» (1964), «Зберігання й реставрація книжкового фонду» (1965), у яких досліджено процеси роботи з бібліотечним фондом, завдання його комплектування, способи опрацювання видань, особливості зберігання та реставрації фондів бібліотек.
Науковець брав участь у міжнародних наукових конференціях та бібліотекознавчих заходах в Україні, а також у навчальних семінарах для бібліотекарів, мав декілька винаходів. У 1969 році у співавторстві з А. Косовим О. Сокальський зареєстрував пріоритет на винахід секції механізованого стелажа, що дало змогу зекономити місце у бібліотечних фондосховищах і захистити об'єкти зберігання від агресивних чинників зовнішнього середовища.

## Науковий доробок
- Сокальський О. С. Організація бібліотечних фондів і каталогів: метод. вказівки для заоч. / О. Сокальський, В. М. Туров. — Харків: Книжкова палата УРСР. — 1951. — 96 с.
- Організація бібліотечних фондів і каталогів. (На допомогу заочникам бібліотечних відділів технікумів підготовки культпросвітпрацівників) / О. С. Сокальський, В. М. Туров. — Вип. 1. — Київ, 1955. — 120 с.
- Організація бібліотечних фондів і каталогів (На допомогу заочникам бібліотечних відділів технікумів підготовки культпросвітпрацівників) / О. С. Сокальський, В. М. Туров. — Вип. 2. — Київ, 1956. — 96 с.
- Організація бібліотечних фондів і каталогів (На допомогу заочникам бібліотечних відділів технікумів підготовки культпросвітпрацівників) / О. С. Сокальський, В. М. Туров. — Вип. 3. — Київ, 1957. — 96 с.
- Сокальський О. С. Організація бібліотечних фондів і каталогів (На допомогу заочникам бібліотечних відділів технікумів підготовки культпросвітпрацівників) / О. С. Сокальський, В. М. Туров. — Вип. 4. — Київ, 1958. — 84 с.
- Організація бібліотечних фондів і каталогів / О. С. Сокальський // М-во культури УРСР. — Київ, 1957. — Вип. 3. — 96 с.
- Організація бібліотечних фондів і каталогів / О. С. Сокальський, В. М. Туров. — Харків: Вид-во Книжкова палата УРСР, 1958. — 207 с.
- Организация алфавитного и систематического каталога в массовых библиотеках /  А. С. Сокальский, В. Н. Туров. — Харьков: Политиздат УССР, 1959. — 132 с.
- Республиканские библиотеки: лекция для заочников библ. ин-та / А. С. Сокальский // Харьковский библ. ин-т. — Харьков, 1961. — 65 с
- Організація бібліотечних фондів і каталогів: методика викладання. — Харків: Книжкова палата УРСР, 1965. — 120 с.
- Бібліотечні фонди і каталоги: посіб. для культ-освіт. училищ / О. С. Сокальський ; М-во культури Української РСР. — Харків: Редакційно видавничий відділ Книжкової палата УРСР, 1966. — 328 с.
- Централизация библиотечного дела и координация комплектования библиотек в условиях большого города: исследование. — Киев, 1967. — 168 с.
- Раздуми про підготовку біблиотекарів / О. С. Сокальський // Культура і життя. — 1967. — 24 серп.
- К вопросу о библиотековедении как науке: тезисы доклада // ХІІ отчетно-науч. конф. Харьков. гос. ин-та культуры. — Харьков, 1968. — С. 13–18.
- Організація бібліотечної справи / Книжкова палата УРСР. — Харьків, 1970. — 240 с.
- Бібліотечні фонди і каталоги: підруч. для культпросвіт училищ / О. С. Сокальський, Є. П. Тамм, В. М. Туров. — Харьків: Вища школа, 1970. — 325 с.;
- К вопросу о синтезе библиотечных информационно-поисковых систем / А. С. Сокальский, Л. З. Амлинский // Труды КГИК. — 1970. — Т. 1. — С. 7–12;
- Автоматизация хранения и поиска печатной продукции как средство повышения эффективности библиотек / О. С. Сокальський, Л. З. Амлинский: тез. докл. // ІІ Всесоюзный симпозиум по информатике. — Новосибирск, 1970. — С. 11–14;
- Бібліотечні фонди і каталоги: підруч. для культ.-освіт. училищ / О. С. Сокальський, Є. П. Тамм, В. М. Туров. — Київ: Вища школа, 1971. — 364 с.